# Nolan Reimold
Nolan Gallagher Reimold (Greenville, 12 ottobre 1983) è un ex giocatore di baseball statunitense.

## Carriera

### Gli inizi
Nasce a Greenville, Pennsylvania. Proveniente dalla Kennedy Catholic High School di Hermitage nello stato della Pennsylvania, ha frequentato successivamente la Bowling Green State University in Ohio dove ha giocato per i Bowie Baysox. Durante il suo periodo universitario, nel 2003 ha avuto una Media battuta di 0.329, nel 2004 di 0.404 e nel 2005 di 0.360 vincendo anche il premio come giocatore dell'anno della Mid-American Conference.
Scelto il 7 giugno del 2005 al secondo giro del draft Major League Baseball dai Baltimore Orioles, ha frequentato per quattro stagioni il campionato della Minor League Baseball per varie squadre affiliate degli Orioles.

### Major League Baseball

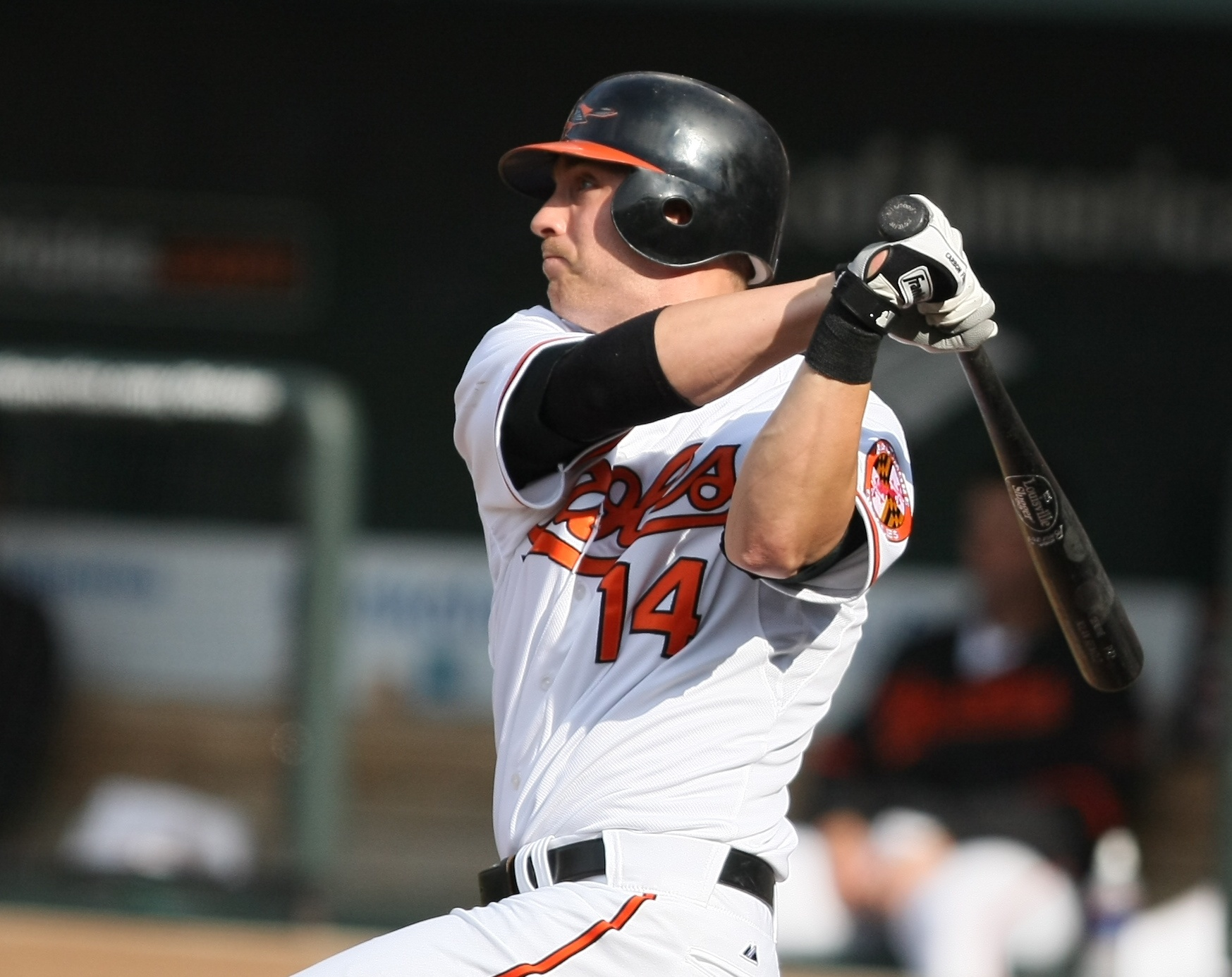
Nolan con la maglia dei Baltimore Orioles nella sua stagione di debutto (2009)

Reimold ha debuttato nella MLB il 14 maggio 2009, al Kauffman Stadium di Kansas City contro i Kansas City Royals, battendo la sua prima valida. Ha concluso la stagione con 104 presenze, mettendo a segno 15 fuoricampo, 45 RBI con una media battuta di 0.279 con 100 Hits valide.
Il 18 settembre 2009, a causa di problemi al tendine d'Achille, Nolan è stato costretto ad abbandonare la stagione saltando successivamente in parte quella del 2010.
Nel 2010 ha giocato 39 delle 162 partite in programma, nel 2011 ha giocato 89 partite con 13 fuoricampo mentre nel 2012, nuovamente per problemi fisici, ha disputato 16 partite. Nel 2013 ha avuto una media battuta di 0.195 mettendo a segno 5 fuoricampo e 12 punti battuti a casa in 40 incontri disputati. 
È stato designato per la riassegnazione dagli Orioles il 1º luglio 2014, senza aver giocato una sola partita fino a quel momento durante la stagione, ed è stato prelevato dai waivers il 6 luglio dai Toronto Blue Jays, che lo designarono nuovamente il 26 agosto, al rientro dell'infortunato Kevin Pillar. È stato riscattato dai waivers due giorni dopo, il 28 agosto, dagli Arizona Diamondbacks.
Il 3 febbraio 2015, Reimold ha rifirmato con gli Orioles. Giocò la sua ultima partita in Major League il 1º ottobre 2016 contro gli Yankees. Diventato free agent al termine della stagione 2016, ha firmato con i Long Island Ducks dell'Atlantic League of Professional Baseball, una lega indipendente. Il 28 maggio 2017 ha annunciato il ritiro dal baseball.

## Statistiche e premi

### Statistiche carriera
| ANNO      | TEAM              | PRESENZE | AVG  | HITS | RUNS | RBI | HR |
| --------- | ----------------- | -------- | ---- | ---- | ---- | --- | -- |
| 2009      | Baltimore Orioles | 104      | .279 | 100  | 49   | 45  | 15 |
| 2009      | Baltimore Orioles | 39       | .207 | 24   | 9    | 14  | 3  |
| 2009      | Baltimore Orioles | 87       | .247 | 66   | 40   | 45  | 13 |
| 2009      | Baltimore Orioles | 16       | .313 | 21   | 10   | 10  | 5  |
| 2009      | Baltimore Orioles | 2        | .333 | 2    | 2    | 0   | 0  |
| 2009-2013 | Baltimore Orioles | 248      | .262 | 213  | 110  | 114 | 36 |

### Salario annuo
| ANNO            | TEAM              | SALARIO    |
| --------------- | ----------------- | ---------- |
| 2010            | Baltimore Orioles | $400,000   |
| 2011            | Baltimore Orioles | $400,000   |
| 2012            | Baltimore Orioles | $495,000   |
| 2013            | Baltimore Orioles | $1,000,000 |
| 2014            | Free agent        | N.D        |
| TOTALE CARRIERA | 2010-2013         | $2,295,000 |

### Premi
- Rookie of the Month AL  (giugno 2009)
- Topps All-Star Rookie Outfielder (2009)